# Iglesia de Santa Magdalena (La Pobla de Segur)
La iglesia de Santa Magdalena es una antigua iglesia románica en ruinas del término de la villa de Puebla de Segur, en la comarca del Pallars Jussá en la provincia de Lérida. Sólo se conservan las ruinas. Está situada en lo alto de la Montaña de Santa Magdalena, al oeste de la villa.